# کریستینا پاژیتسکی
}}
کریستینا پاژیتسکی سگورا (انگلیسی: Christina Pazsitzky Segura؛ زادهٔ ۱۸ ژوئن ۱۹۷۶) که با نام هنری‌اش کریستینا پی شناخته می‌شود، استندآپ کمدی، نویسنده، مجری پادکست، و شخصیت تلویزیونی آمریکایی-کانادایی است.
پاژیتسکی در نوامبر ۲۰۰۸ با همکار کمدین‌اش تام سگورا ازدواج کرد. آن‌ها دو فرزند دارند.